# Ибреси
Ибреси (на руски: Ибреси; на чувашки: Йĕпреç) е селище от градски тип в Русия, административен център на Ибресински район, автономна република Чувашия. Населението му през 2010 година е 9076 души.